# تپه شاعرلر
تپه شاعرلر مربوط به سده‌های اولیه دوران‌های تاریخی پس از اسلام است و در شهرستان گرمی، بخش انگوت، دهستان انگوت، شرق روستای شاعرلر واقع شده و این اثر در تاریخ ۳۰ بهمن ۱۳۸۶ با شمارهٔ ثبت ۲۱۰۷۴ به‌عنوان یکی از آثار ملی ایران به ثبت رسیده است.